# Goodman (Mississippi)
Goodman è una città (town) degli Stati Uniti d'America, situata nella contea di Holmes, nello Stato del Mississippi.